# Oketo (Kansas)
Cet article concerne municipalité américaine. Pour ville japonaise, voir Oketo.
Oketo est une municipalité américaine située dans le comté de Marshall au Kansas.
Lors du recensement de 2010, sa population est de 66 habitants. La municipalité s'étend alors sur une superficie de 0,1 mille carré (0,26 km2).

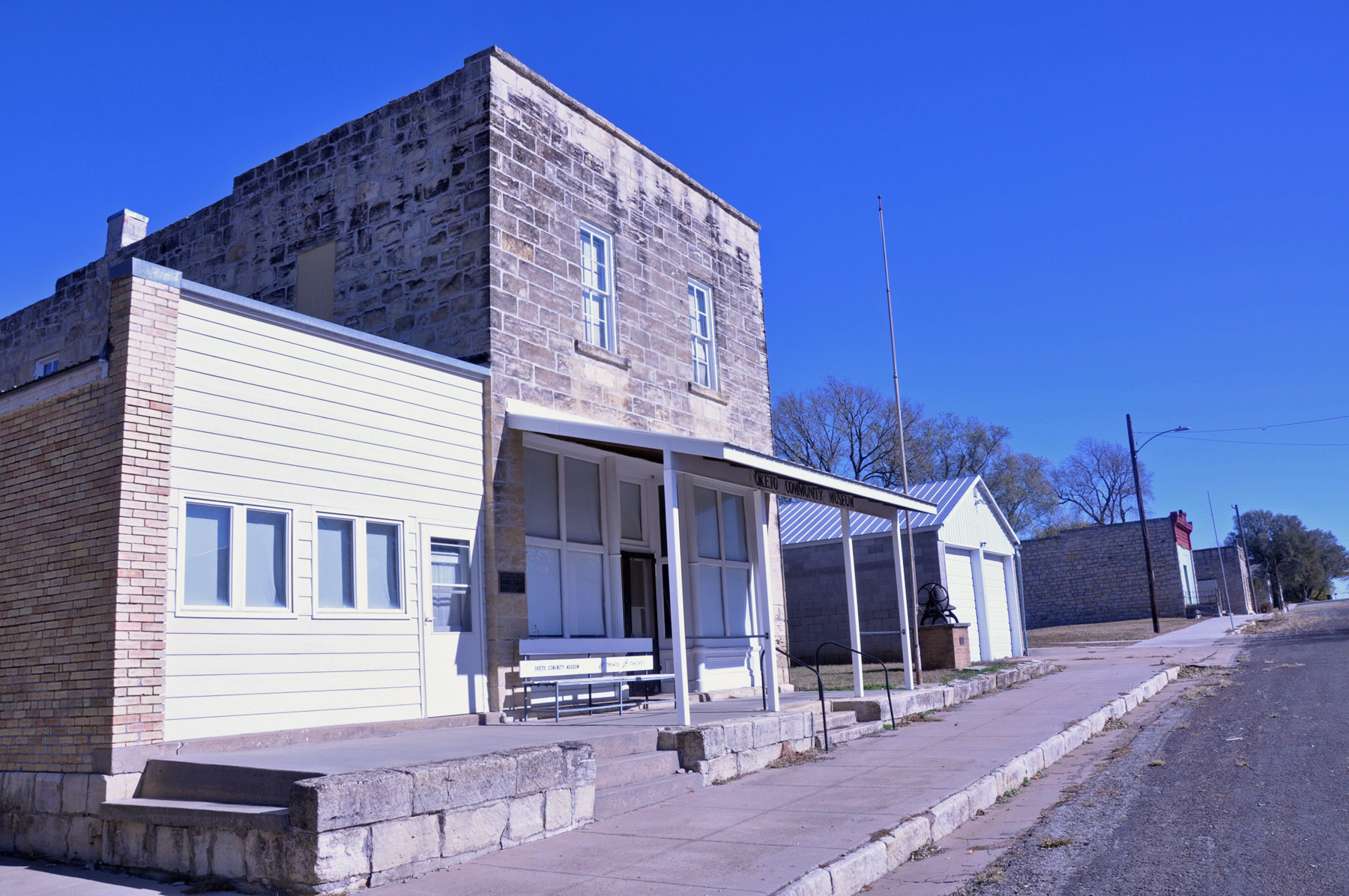
Musée communautaire d'Oketo (au coin des rues Center et State) (2020)

Oketo est fondée à la fin des années 1850 sur la rivière Big Blue et nommée d'après le chef des Otoes Arkaketah,. Le village se déplace par la suite vers le nord, pour se rapprocher du chemin de fer. Oketo devient une municipalité en 1870.